# Universidad de Łódź
La Universidad de Łódź (en polaco: Uniwersytet Łódzki) es una universidad pública ubicada en la ciudad de Łódź, en Polonia. Es mundialmente conocida por su biblioteca, la más grande de Europa Central.

## Historia
La Universidad de Łódź se estableció el 24 de mayo de 1945 como el sucesor de las antiguas instituciones que operaron en la ciudad en el periodo de entreguerras en Łódź. El fundador de la universidad fue el profesor Teodor Vieweger, antiguo rector de la Universidad Libre de Polonia. El primer rector de la Universidad de Łódź fue Tadeusz Kotarbiński, un famoso filósofo y matemático polaco.
La universidad constaba de tres divisiones: Humanidades; Matemáticas y Ciencias Naturales; y Derecho y Economía. Posteriormente se añadió la Facultad de medicina en el año 1950, aunque posteriormente esta se emancipó para dar lugar a la Universidad Médica de Łódź. Al comienzo de los años noventa, la Universidad de Łódź se convirtió en una de las universidades más importantes de Polonia. La universidad firmó más de cien acuerdos de cooperación directa con otras universidades de Europa, Estados Unidos, Canadá y Brasil, entre otros.
Gracias a la colaboración con la Universidad de Maryland, en los Estados Unidos, se fundó en Łódź el Management Center y el Centro de Información Americano (apodado American Corner), que ayuda a dar salidas al extranjero. La adhesión de Polonia a la Unión Europea permitió que la universidad pudiera participar en el proyecto Erasmus y Sócrates.

## Facultades

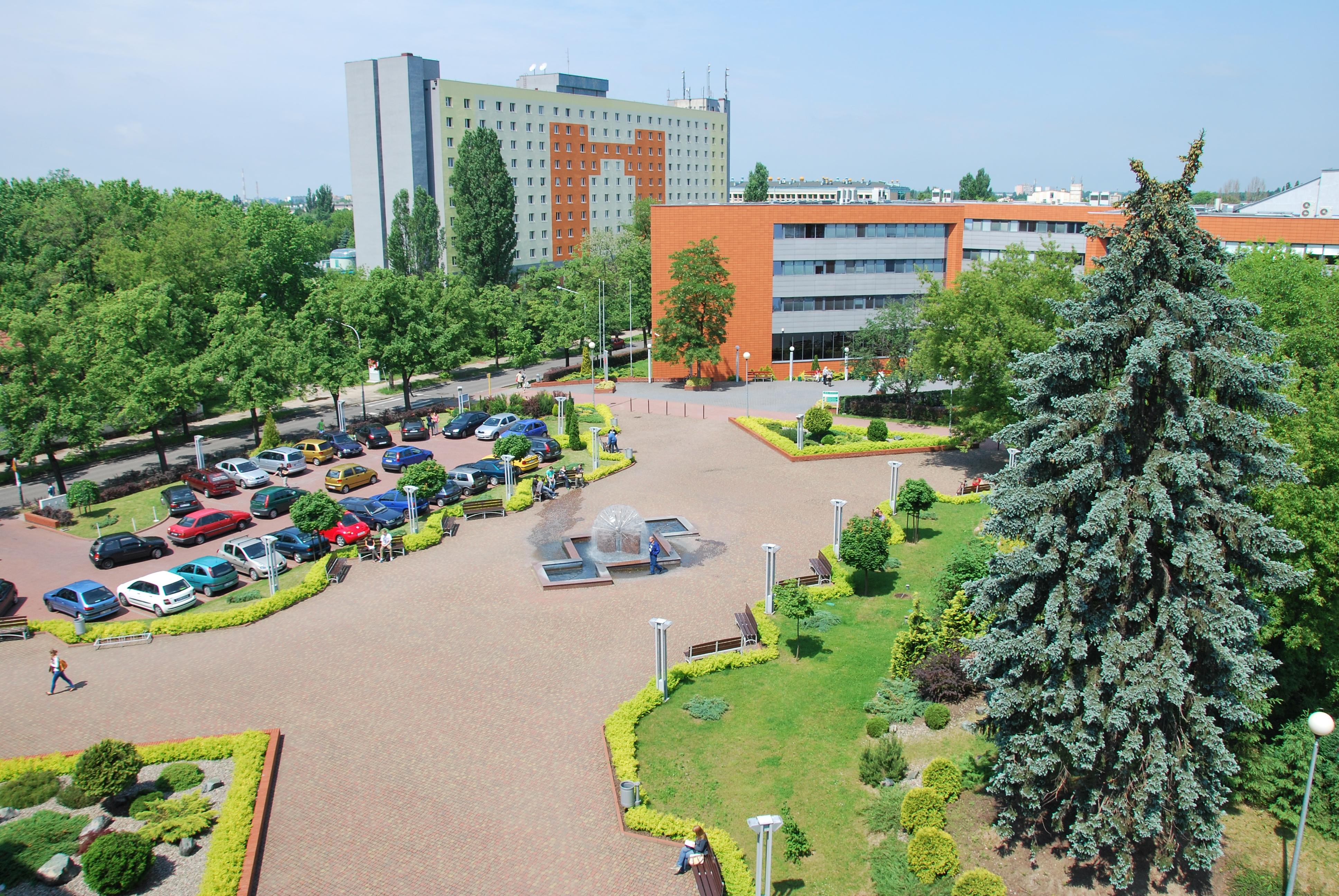
Universidad de Łódź.

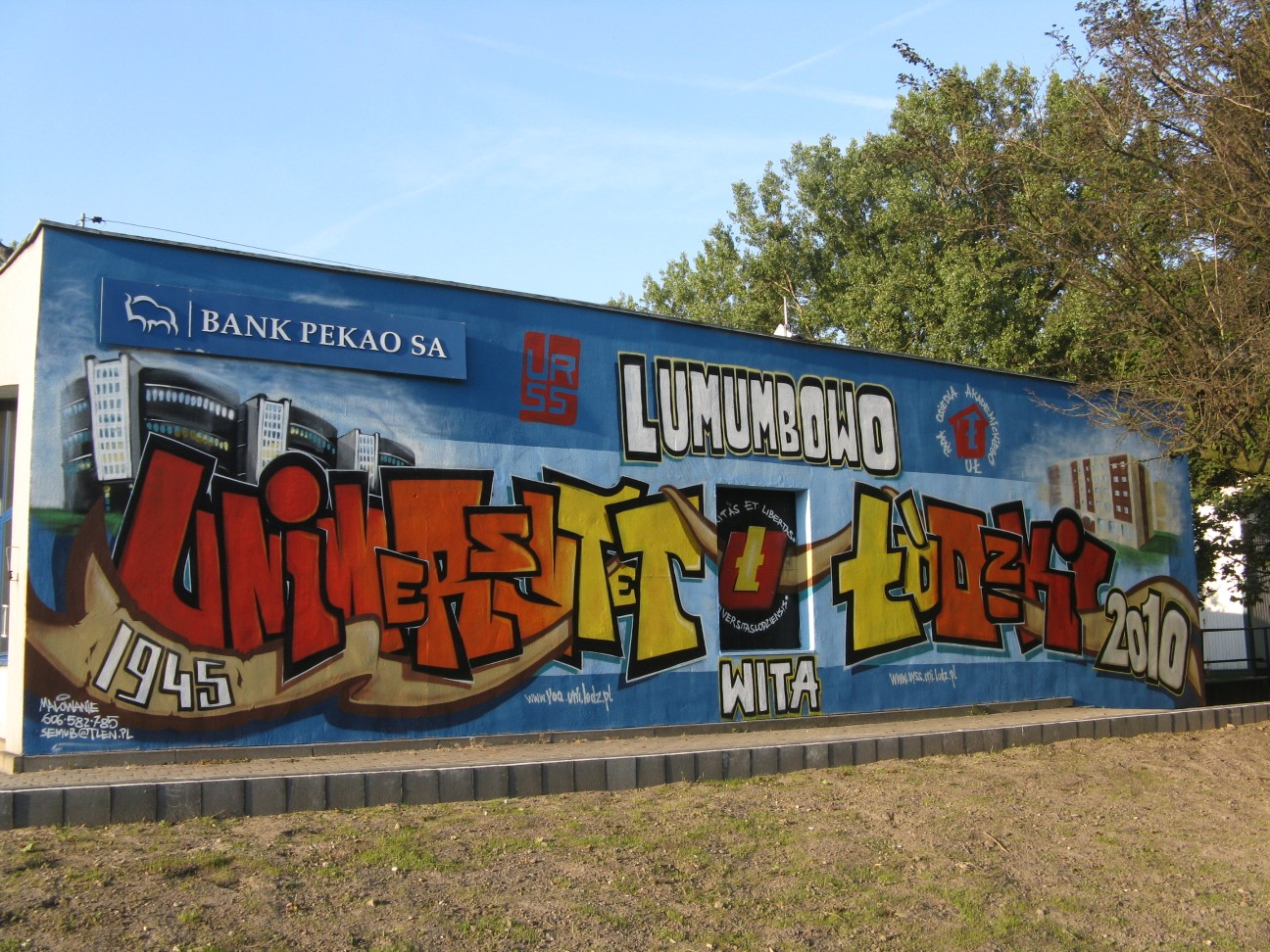
Mural en Lumumbowo, campus académico de la Universidad de Lodz

- Facultad de Matemáticas aplicadas e informática
- Facultad de Geografía urbana y turismo
- Facultad de Relaciones internacionales
- Facultad de Física
- Facultad de Biología
- Facultad de Periodismo
- Facultad de Medicina
- Facultad de Derecho
- Facultad de Económicas
- Facultad de Psicología
- Facultad de Filología
- Facultad de Idiomas
- Facultad de Filosofía
- Facultad de Geografía
- Facultad de Sociología
- Facultad de Geología
- Facultad de Historia
- Facultad de Administración
- Departamento de Pedadogía

## Alumnos notables

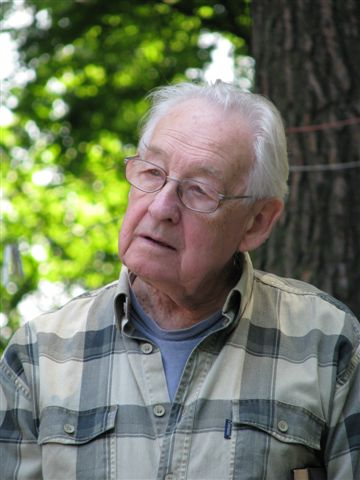
Andrzej Wajda, actor y cineasta graduado como doctor honoris causa en la Universidad de Łódź.

- Andrzej Sapkowski, escritor de fantasía heroica.
- Leszek Engelking, poeta, escritor y traductor.
- Marek Belka, primer ministro de Polonia entre el 2004 y 2005.
- Kinga Dunin, escritora.
- Maria Janion, crítica literaria
- Krzysztof Matyjaszewski, químico y físico.
- Tatiana Okupnik, cantante y compositora.

## Doctoreshonoris causa
- André Cailleux, geógrafo y geólogo (doctor honoris causa).
- Amos Oz, novelista (doctor honoris causa).
- Andrzej Wajda, actor y cineasta (doctor honoris causa).